# Moped

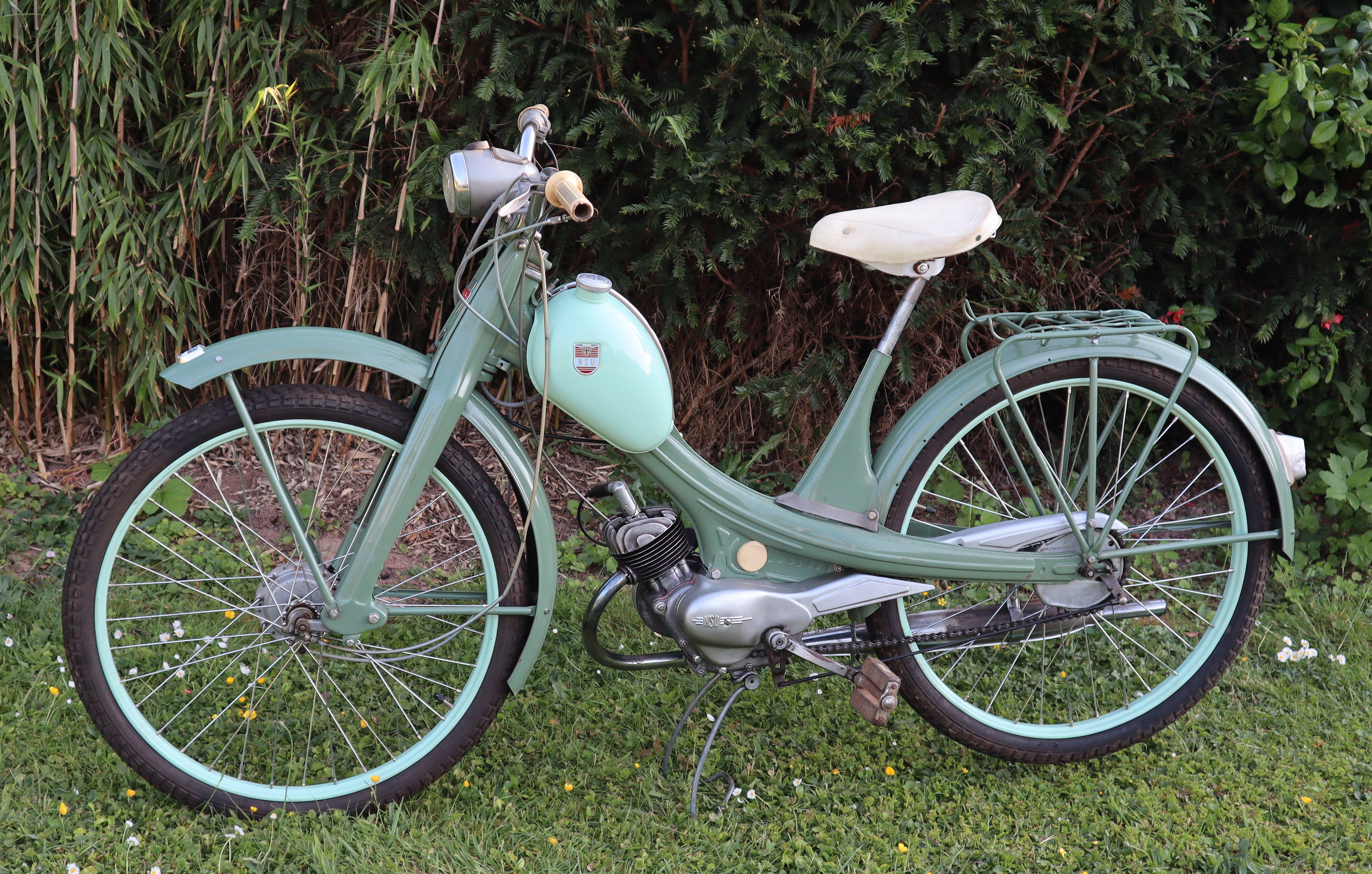
NSU Quickly, gebaut ab 1953 (Baujahr 1958)

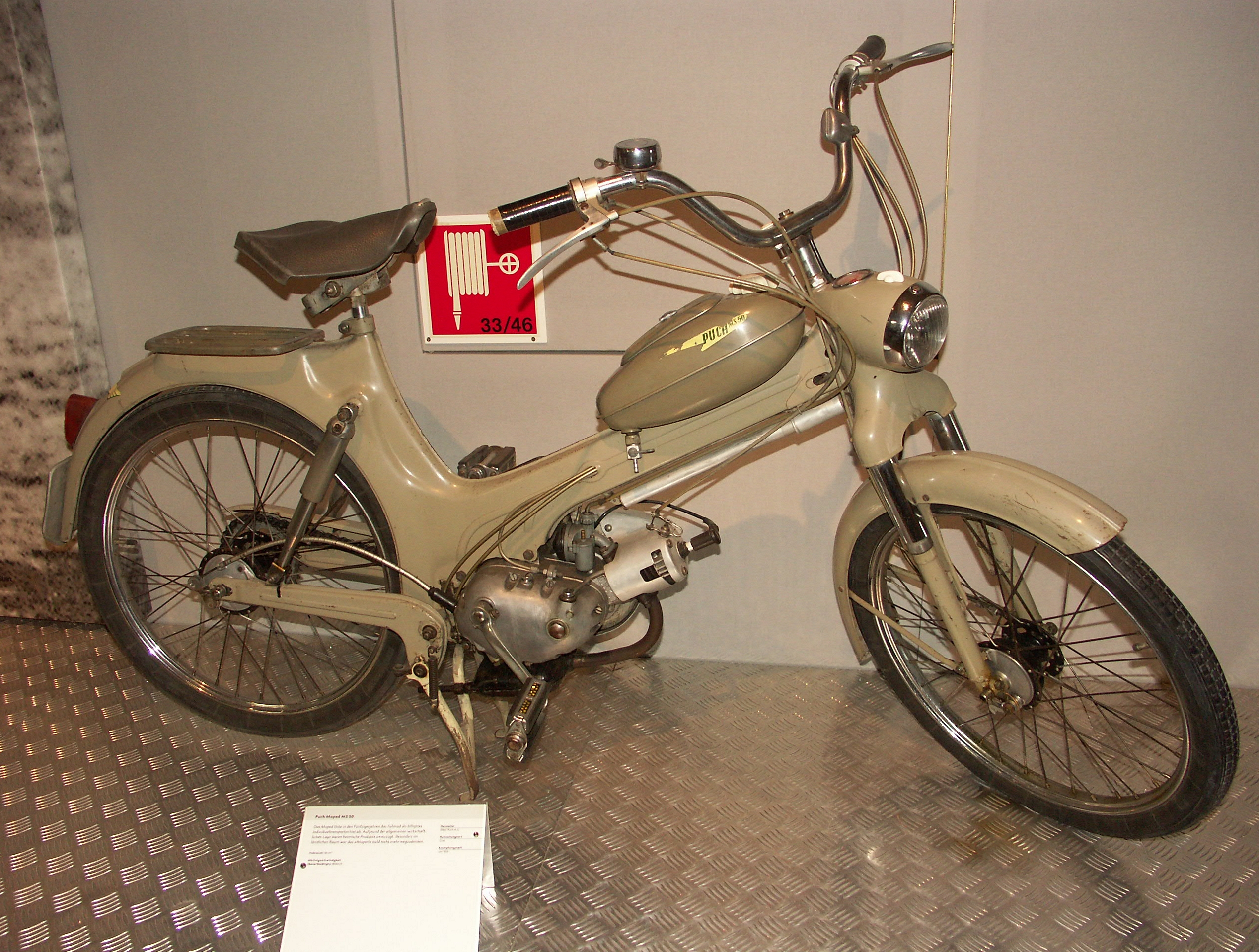
Puch MS 50 (1954), Technisches Museum Wien

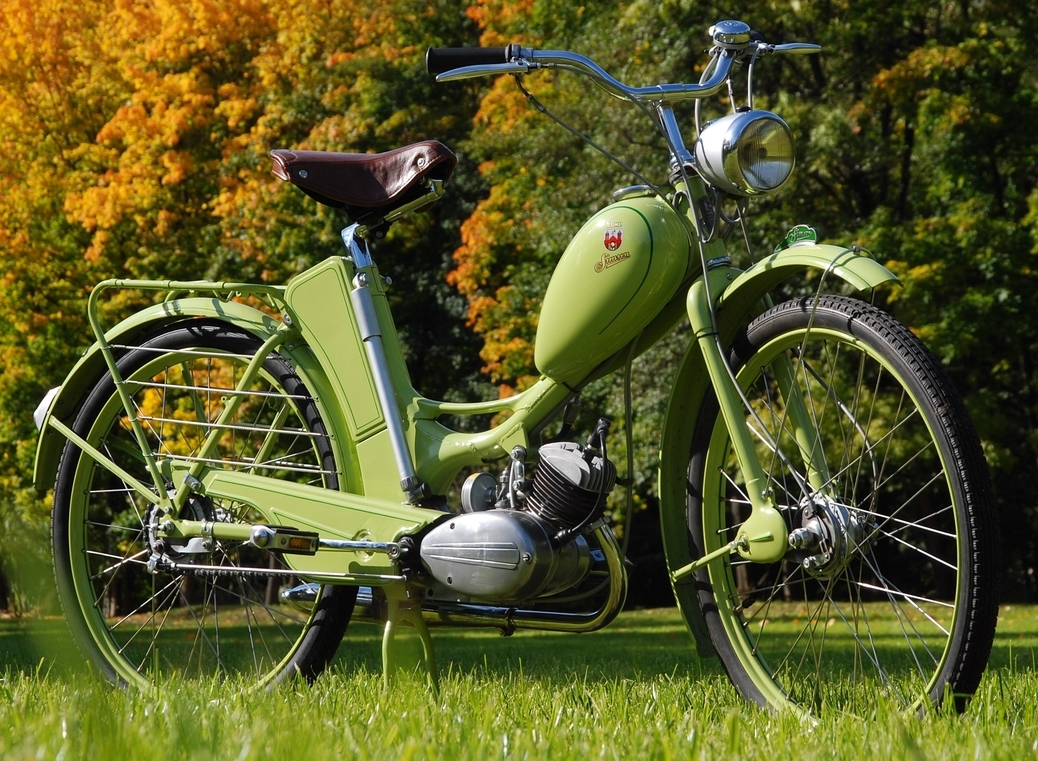
Simson SR1 (1955)

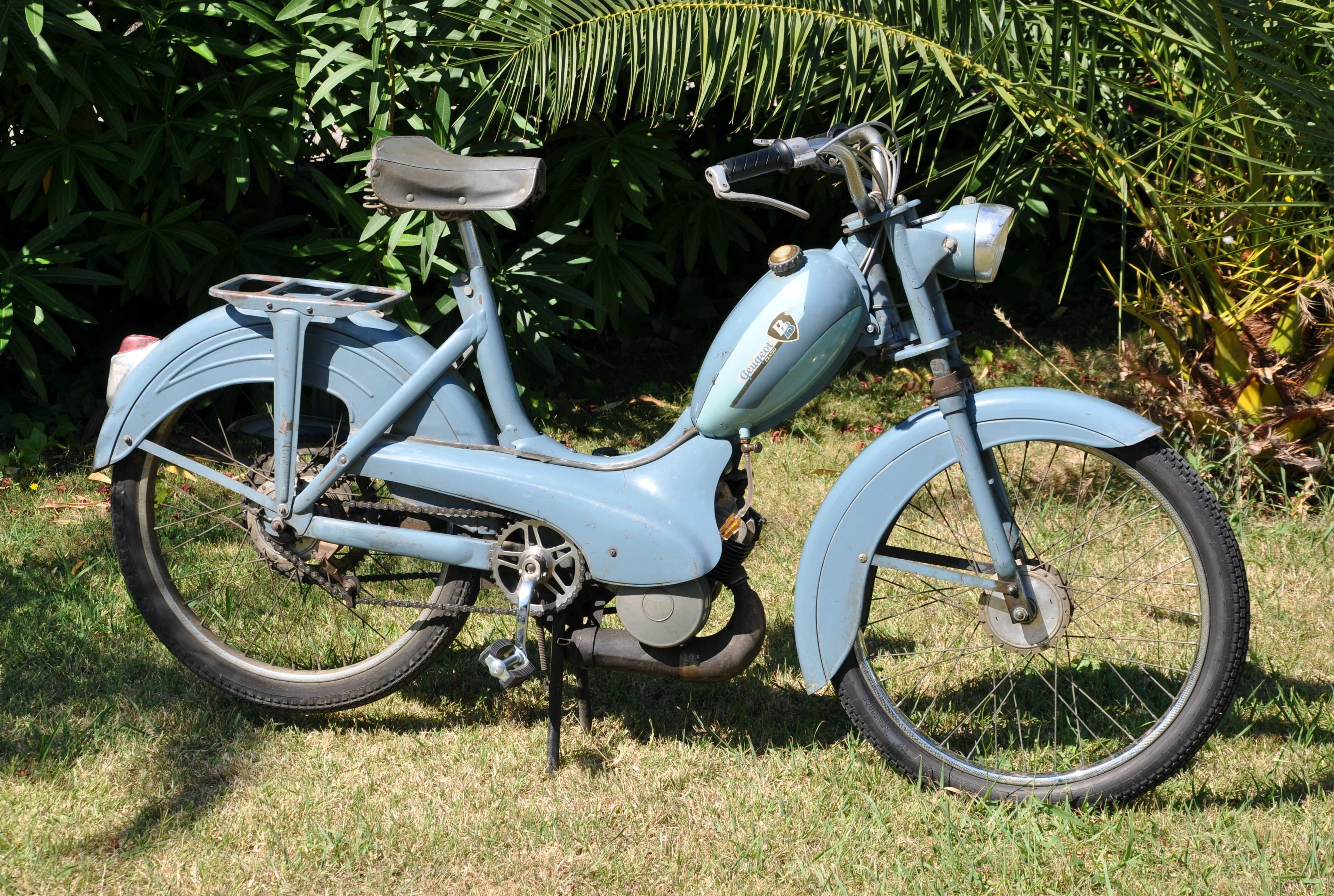
Peugeot Cyclomoteur BB (1957)

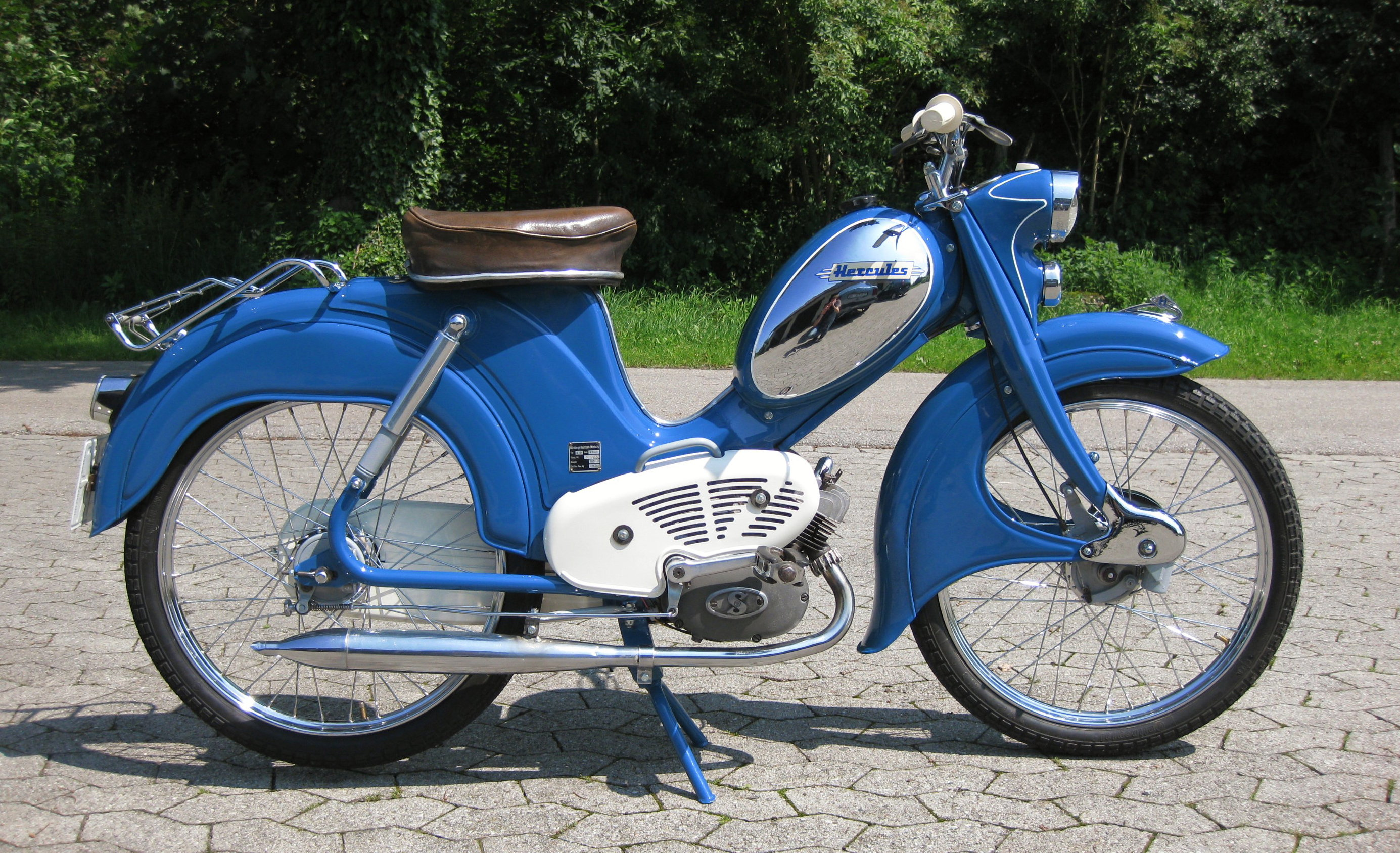
Hercules 219 (1958)

Kreidler (1959)

Das Moped (Lehnwort aus dem Schwedischen, ein Kofferwort bzw. eine Wortkreuzung aus den schwedischen Wörtern motor und pedaler) ist ein Fahrrad mit Motor und wurde am 23. Januar 1953 vom Verband der Fahrrad- und Motorrad-Industrie (VFM) so benannt, nachdem das Wort bei einem Preisausschreiben gesucht worden war. Das kleine Motorfahrrad, ein- oder zweisitzig, auf 50 cm³ Hubraum begrenzt, sollte mit Pedalen zum Starten des Motors und mit Rücktrittbremse ausgestattet sein.
In Österreich sind Mopeds laut Gesetz Motorfahrräder mit einem Hubraum von maximal 50 cm³ und einer maximal zulässigen Bauartgeschwindigkeit von 45 km/h. Für diese ist zumindest die Lenkberechtigung der Klasse AM erforderlich.
Nach der EG-Fahrzeugklasse wird das Moped heute in die Rubrik der Kleinkrafträder eingeordnet, fahrerlaubnisrechtlich ist die Führerscheinklasse AM erforderlich. Mopeds sind in Deutschland zulassungsfrei und benötigen für den Betrieb auf öffentlichen Straßen eine Betriebserlaubnis und ein Versicherungskennzeichen.

## Moped in Deutschland
In den ersten Jahren nach dem Zweiten Weltkrieg bestand ein großer Bedarf an Fahrzeugen des Individualverkehrs. In größerem Umfang wurden zuerst Fahrräder produziert. Da ein Motorrad oder gar PKW zu dieser Zeit unerschwinglich war, dienten zur Massenmotorisierung zunächst Motorfahrräder mit mehr als 50 cm³ Hubraum sowie Anbaumotoren für normale Fahrräder. Ein Fortschritt war der Einbau kleiner Motoren in fahrradähnliche Fahrzeuge, die konstruktiv auf die Motorisierung angepasst waren. Für die Bezeichnung derer wurden zunächst mehrere Begriffe vorgeschlagen, unter anderem Eilrad, Flitzer, Eiler, sowohl wie Brummrad und Brummer nach holländischem Vorbild als auch Knallrad und Knaller nach dänischem Einfluss. Solche später letztendlich als Moped bezeichneten Zweiräder wurden in Deutschland erstmals ab 1951 von den Rex-Motorenwerken gebaut. Etwa zur gleichen Zeit brachte Kreidler mit der K 50 ebenfalls ein derartiges Fahrzeug heraus. Eine sprunghafte Verbreitung solcher Zweiräder trat 1953 ein. Einerseits hatte der Gesetzgeber in einer Neuregelung der StVZO ab 1. Januar 1953 die fahrerlaubnisfreie Klasse der Fahrräder mit Hilfsmotor definiert. Anderseits brachte ILO Anfang 1953 einen Anbaumotor FP 50 heraus, der in großem Umfang geliefert, von Fahrradherstellern eingekauft und zur kurzfristigen Entwicklung eigener Mopeds genutzt werden konnte. Auf ILO geht auch der Begriff Moped zurück, der bereits in Schweden gebräuchlich war und in einem vom ILO-Werk veranlassten Preisausschreiben auf der IFMA 1953 gefunden wurde. Der Begriff sollte eine verkaufsfördernde Abgrenzung von normalen Fahrrädern mit Anbaumotor ermöglichen, was auch gelang. Andere Kleinmotorenhersteller wie Mota, Victoria, Sachs, Lutz, Heinkel und NSU griffen den neuen Moped-Trend schnell auf. So verbreiteten sich Mopeds im Rahmen der führerscheinfreien Klasse binnen kürzester Zeit. Bereits Anfang 1954 produzierten in Westdeutschland 26 Unternehmen 44 Moped-Typen.
Der tragende rechtliche Rahmen – die Klasse der Fahrräder mit Hilfsmotor – war jedoch auf Fahrzeuge mit einem Leergewicht von maximal 33 kg begrenzt, sodass die seit 1951 produzierte Kreidler K 50 mit 45 kg Leermasse aus dieser Klasse herausfiel. Am 24. August 1953 schuf der Gesetzgeber daher ergänzend die Klasse der fahrerlaubnispflichtigen Kleinkrafträder in die auch Mopeds wie die Kreidler K 50 eingestuft wurden; die Reform ging später als „Lex Kreidler“ in die Verkehrsgeschichte ein. Damit war der weitere Weg der Mopeds zu schwereren und leistungsstärkeren Fahrzeugen hin geebnet.
In der DDR begann die serienmäßige Fertigung von Mopeds im Jahre 1955 mit einem einzigen Modell Simson SR1, das jedoch in vergleichsweise großen Stückzahlen produziert wurde. Eine Fahrerlaubnis- und Versicherungspflicht für Mopeds wurde erst 1956 eingeführt.
Eines der ersten Mopeds, das mit motorradtypischem Knieschluss gefahren werden konnte, war 1955 die Mars Monza. Eine Sitzbank für die Beförderung von zwei Personen gab es erstmals 1957 bei Victoria an der Vicky L, Kreidler mit der Florett (1958) und Dürkopps Dianette (1959) zogen nach.
Die 1954 präsentierte und ab 1955 in Serie produzierte Jawa 550 war mit Fußrasten und Kickstarter ausgestattet. Diese aus Mopeds abgeleiteten Fahrzeuge wurden später als Mokicks bezeichnet. In Deutschland verbreiteten sich Mokicks erst Anfang der 1960er-Jahre, als die Entwicklung der Kleinkrafträder in zwei Richtungen ging. Einmal das klassische Moped mit Tretkurbel und zum anderen das Mokick. 1965 wurde aus dem auch zweisitzigen Moped das einsitzige und fahrerlaubnisfreie Mofa entwickelt. Anfang der 1980er-Jahre, auch durch die Führerscheinreform, wurde das Moped vom Kleinkraftrad (Mokick) nahezu völlig vom Markt verdrängt.

## Technik
Mopeds besitzen meist einen Zweitakt-Verbrennungsmotor, der über ein Getriebe und eine Kette das Hinterrad antreibt. Das Getriebe hat zwei, seltener auch drei Gänge.
Beim Moped dienen Pedale zum Starten des Motors, zum Bremsen (Rücktrittbremse) und als Fußstützen während der Fahrt. Sie können aber auch zum Treten gebraucht werden, wenn beispielsweise der Motor defekt oder der Kraftstoff aufgebraucht ist. Zuweilen kommen die Pedale an Steigungen zum Einsatz, um die Leistung des Motors durch Muskelkraft zu ergänzen.

## Hersteller klassischer Mopeds
Aktuell
- Pony

Historisch
- Aprilia
- Alpa
- Babetta
- Baotian
- Batavus
- Benelli
- Benzhou
- Beta
- Califfo
- Cilo
- Cimatti
- Credé (Sitta-Credette)
- Demm
- Derbi
- DKW
- Express
- Falter
- Fantic Motor
- Fichtel & Sachs
- Garelli
- Gilera
- Goebel
- Heinkel
- Hercules
- HMW
- Honda
- Italtelai
- Jawa
- Keeway
- Kreidler
- KTM
- Kymco
- LUTZ
- Malaguti
- Manet
- MAW
- Miele
- MBK
- Mobilec
- Mota
- Motobécane Mobylette
- Moto Guzzi
- Negrini
- NSU
- Peugeot
- Piaggio
- Prior
- Puch
- Qianjiang
- Qingqi
- Rex-Motoren-Werke
- Rieju
- Rixe
- Sachs
- Sidermo
- Simson
- Solex (Vélosolex, eSolex)
- Solo
- Sparta
- Triumph
- Tomos
- Velovap
- Victoria
- Wanderer
- Yamaha
- Zanetti
- Zündapp
- Zweirad Union